# Kreisgeschichtsverein Calw
Der Kreisgeschichtsverein Calw e.V. (KGV Calw) ist ein Anfang Oktober 1986 gegründeter Geschichtsverein, der sich der Heimat- und Lokalgeschichte im Altkreis Calw widmet. Dieser umfasst den Landkreis Calw und die Gebiete, die vor der Kreisgebietsreform in den 1970er Jahren zum Kreis Calw gehörten.
Insgesamt ist es Ziel, die örtlichen Dorfgemeinschaften und die Heimat- und Geschichtsvereine miteinander zu vernetzen und Kooperationen zu fördern. Es wird jährlich ein Veranstaltungskalender für Heimatgeschichte und Traditionspflege herausgegeben. In diesem kreisweiten Veranstaltungskalender werden sowohl die Exkursionen und Termine des Kreisgeschichtsverein Calw e.V., als auch die Termine der örtlichen Dorfgemeinschaften, Heimat- und Geschichtsvereine sowie die Veranstaltungen mit historischem Bezug veröffentlicht. Ziel ist es, das Interesse für Lokal- und Heimatgeschichte zu wecken und diese zu einem Erlebnis zu machen. Zudem sollen auch örtliche und lokale Vereine und Gemeinschaften gestärkt und in ihrer Arbeit motiviert werden.
Es finden im Zwei-Monatsrhythmus Veranstaltungen des Kreisgeschichtsvereins Calw statt. Darüber hinaus wird zum Tag des offenen Denkmals eine Busexkursion durch das Vereinsgebiet angeboten. Zudem wird eine Jahresbusexkursion zu einem Ziel mit historischem Bezug außerhalb des Vereinsgebietes angeboten.
Der Verein gibt seit 2013 die Publikation „Einst & Heute“ mit dem Calwer Kreisjahrbuch heraus.

## Publikationen (Auswahl)
- Herausgabe des Jahrbuchs Einst & Heute – historisches Jahrbuch für den Landkreis Calw; enthält Beiträge mit Bezug zur Geschichte im Landkreis Calw
- Jürgen Rauser (Hrsg.): Heimatbuch Landkreis Calw. Zusammengestellt unter Verwendung zahlreicher Beiträge in Wort und Bild von einst bis heute. Hrsg. zusammen mit der Kreissparkasse Calw, Geiger-Verlag, Horb am Neckar 1997, ISBN 978-3-89570-261-7
- Hermann Scheurer: Der Kreis Calw in der Besatzungszeit 1945–1949. Calw 2000.
- Ernst Ammer (Mitw.); Jürgen Rauser (Hrsg.): Die Bäder im Kreis Calw. Geschichte und Wirkung der Mineral- und Thermalquellen in Wort und über 300 Bildern. Geiger-Verlag, Horb am Neckar 2010, ISBN 978-3-86595-386-5
- Die Wiedervereinigung Deutschlands. Zeitzeugen berichten anlässlich des 25-jährigen Jubiläums des Kreisgeschichtsvereins Calw im Jahr 2011. Sonderheft zum 25-jährigen Jubiläum des Kreisgeschichtsvereins. Bad Wildbad 2011.
- Klaus-Peter Hartmann: Hirsau. St. Aurelius, St. Peter und Paul. Klostergeschichte und -kultur. Sonderdruck, hrsg. zusammen mit dem Verein Freunde des Klosters Hirsau, Calw 2014.
- mehrere Autoren: Das Wildbad im Schwarzwald. Geiger-Verlag, Horb am Neckar 2017, ISBN 978-3-86595-529-6